# Piaggio Si

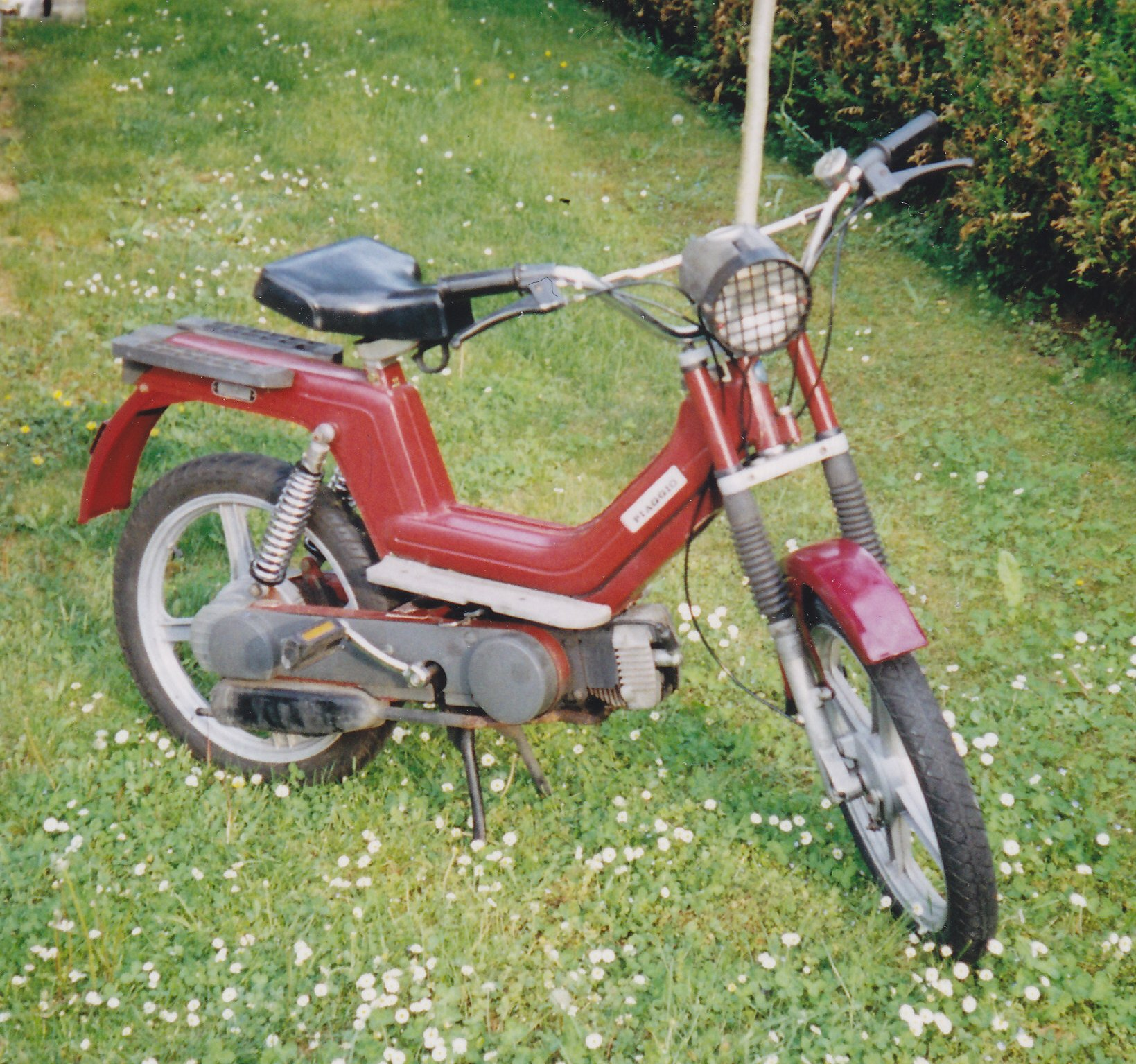
Piaggio Si rot (Lenker und hintere Federbeine entsprechen nicht der Originalausstattung)

Das Si ist ein Motorfahrrad (Zweitakter) vom Hersteller Piaggio aus Genua in Italien. Produziert wurde dieses Mofa von den 1970er bis in die 1990er Jahre. In der Schweiz gab es das Si in verschiedenen Modellvarianten, sowohl als Mofa (30 km/h) als auch als Kleinmotorrad (45 km/h).
Das Si zeigt einen technisch ähnlichen Aufbau wie der Klassiker Ciao. Die Motoren sind bis auf wenige Kleinteile identisch. Unterschiede finden sich neben dem beim Si zweiteiligen Rahmen (beim Ciao einteilig) auch bei Bauteilen wie der Lampe, den Seitenschutzblenden oder dem Sattel. Im Gegensatz zur Ciao verfügt das Si über eine vordere Teleskopgabel und eine Hinterradfederung (diese je nach Ausführung mit zwei konventionellen Stoßdämpfern oder einer Cantileverfederung mit einem zentralen Federelement).

## Modelle
- Sì Montecarlo: Es unterscheidet sich von der ersten Serie durch die umgedrehte und fortschrittliche Hydraulikgabel wie bei der Piaggio Bravo und den doppelten hinteren Stoßdämpfer.
- Sì Tuttorosso: Er unterscheidet sich vom Montecarlo durch verschiedene rot lackierte Details.
- Sì Ökologiesystem: Es unterscheidet sich von der ersten Serie durch die neue Thermoeinheit und durch die Aufkleber auf den Seitenwänden. Die elektronische Zündoption wurde beibehalten.